# Madre Germana 2
Madre Germana 2 é um bairro de Goiânia.
Juntamente com o Madre Germana 1, em Aparecida de Goiânia, os bairros foram fundados a principio para a habitação de famílias carentes da região metropolitana de Goiânia, em uma área adquirida pelo governo do estado de Goiás, até então região de pastagem da antiga fazenda dourados. Sua data de fundação foi em 1 de maio de 1996 por meio do então prefeito de Goiânia, Darci Accorsi e o então governador do estado de Goiás, Maguito Vilela. O bairro está localizado em uma região de grande abundância aquífera, nos quais os mesmo se localizam entre o rio Dourados é a Serra das Areias.
Segundo dados do Instituto Brasileiro de Geografia e Estatística (IBGE), divulgados pela prefeitura, no Censo 2010 a população do Madre Germana 2 era de 5 164 pessoas.